# يوشياكي كينوشيتا
يوشياكي كينوشيتا (باليابانية: 木下 淑晶) (12 يونيو 1990 في ناروتو في اليابان – )؛ هو لاعب كرة قدم سابق كان يلعب كمدافع.

## وصلات خارجية
- يوشياكي كينوشيتا على موقع رابطة كرة القدم اليابانية للمحترفين (اليابانية)
- يوشياكي كينوشيتا على موقع قاعدة بيانات كرة القدم.إي يو (الإنجليزية)
- يوشياكي كينوشيتا على موقع Soccerway.com (الإنجليزية)
- يوشياكي كينوشيتا على موقع عالم كرة القدم.نت (الإنجليزية)